# Tour du Papegault de Montfort-sur-Meu
La tour du Papegault est un édifice de la commune de Montfort-sur-Meu, dans le département d’Ille-et-Vilaine en région Bretagne.

## Localisation
La tour se trouve à l'ouest du département, dans le bourg de Montfort-sur-Meu, dans la rue de Hennau. Elle se situe à côté de l'Église Saint-Louis-Marie-Grignion-de-Montfort et non loin de la rivière Garun, affluent du Meu.

## Origine du nom
Papegault vient du jeu de « tir au Papegai », consistant à abattre un oiseau de carton aux plumes bariolées, sur une perche installée en haut de la tour. Strictement réservé à la milice bourgeoise de la ville, le vainqueur du concours bénéficie de nombreux privilèges. Officialisé en 1482, ce jeu est supprimé en 1770.

## Historique
La tour date de 1389. Elle était située à l'intérieur du château-fort, datant du XIVe siècle (aujourd'hui détruit), à côté de l'ancien donjon carré.
Il s'agit du seul vestige de ce château, érigé au XIe siècle, puis reconstruit de 1376 à 1389, après sa reprise aux Anglais par Raoul VIII de Bretagne. Les murs de l'enceinte furent refaits de 1440 à 1480. La tour est accostée de deux tourelles, dont l'une, carrée, renfermait les latrines, et l'autre, polygonale, contient l'escalier. Le château fut en partie détruit en 1627 par ordre de Richelieu.

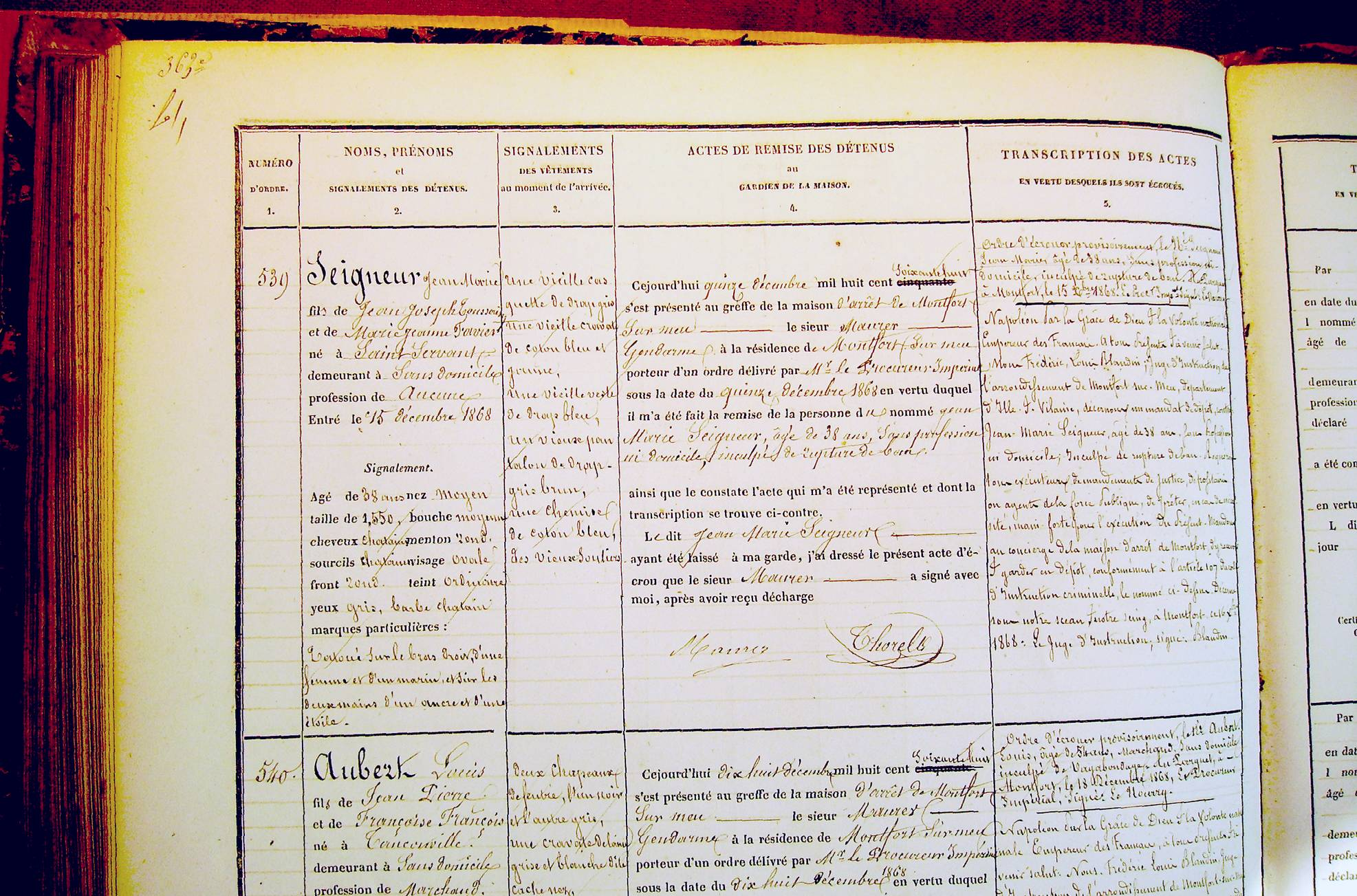
Page du registre d'écrou des prisons de Montfort-sur-Meu de 1859 à 1869.

La tour du Papegault a servi de prison ; elle a abrité l'écomusée du pays de Brocéliande de 1984 à 2015.
Elle est inscrite au titre des monuments historiques depuis le 5 novembre 1926,,.

## Architecture
La tour est une construction massive composée d'un sous-sol, d'un rez-de-chaussée et de trois étages. Les deux salles basses sont sur un plan circulaire ; celles des étages sont octogonales. Le dernier étage, en retrait par rapport aux autres, domine une couronne de mâchicoulis à quatre ressauts qui soutenait autrefois un chemin de ronde.